# Metensomatosis
La metensomatosis (del griego antiguo μετενσωματοσις) se refiere a la transición o cambio de un cuerpo en otro. La palabra metensomatosis significa literalmente "desplazamiento del cuerpo".
Este término haría referencia a la transición de partes materiales de un cuerpo a otro sin involucrar el alma (en contraste con la metempsicosis). Hoy esta doctrina puede ser argumentada con la ley de la conservación de la energía; ya que la materia no puede ser creada ni destruida (al igual que la energía, puesto que la materia es energía) debe transformarse; esto se aplica entonces para los seres vivos quienes al morir son descompuestos por otros seres vivos o se reintegran al ecosistema donde, eventualmente, formarán parte de otros organismos.
La metensomatosis surge como doctrina espiritual y una variante de la reencarnación. El budismo, por ejemplo, contempla la metensomatosis en sus diferentes ramas de pensamiento.